# Graphiurus lorraineus
Graphiurus lorraineus és una espècie de mamífer rosegador esciüromorf de la família Gliridae.

## Distribució
Es troba al Camerun, la República Democràtica del Congo, Ghana, Guinea-Bissau, Libèria, Nigèria, Sierra Leone, Tanzània i Uganda.

## Hàbitat
Els seus hàbitats naturals són els boscos humits de les terres baixes i la sabana humida, tant subtropicals com tropicals, i les plantacions.